# Porto Rico ai Giochi della XXXII Olimpiade
Porto Rico ha partecipato ai Giochi della XXXII Olimpiade, che si sono svolti a Tokyo, Giappone, dal 23 luglio all'8 agosto 2021 (inizialmente previsti dal 24 luglio al 9 agosto 2020 ma posticipati per la pandemia di COVID-19) con trentasette atleti, tredici uomini e ventiquattro donne.
Si è trattata della diciannovesima partecipazione di questo paese ai Giochi estivi.

## Medaglie

### Medagliere per disciplina
| Sport            | Oro | Argento | Bronzo | Totale |
| ---------------- | --- | ------- | ------ | ------ |
| Atletica leggera | 1   | 0       | 0      | 1      |
| Totale           | 1   | 0       | 0      | 1      |

### Medaglie d'oro
| Medaglia | Nome                  | Sport            | Evento             |
| -------- | --------------------- | ---------------- | ------------------ |
| Oro      | Jasmine Camacho-Quinn | Atletica leggera | 100 metri ostacoli |

## Delegazione
| Sport            | Uomini | Donne | Totale |
| ---------------- | ------ | ----- | ------ |
| Atletica leggera | 3      | 1     | 4      |
| Canottaggio      | 0      | 1     | 1      |
| Equitazione      | 0      | 1     | 1      |
| Golf             | 1      | 1     | 2      |
| Judo             | 1      | 2     | 3      |
| Lotta            | 1      | 0     | 1      |
| Nuoto            | 1      | 1     | 2      |
| Pallacanestro    | 0      | 12    | 12     |
| Pugilato         | 1      | 0     | 1      |
| Skateboard       | 2      | 0     | 2      |
| Taekwondo        | 0      | 1     | 1      |
| Tennistavolo     | 1      | 2     | 3      |
| Tiro             | 0      | 1     | 1      |
| Tuffi            | 1      | 0     | 1      |
| Vela             | 1      | 1     | 1      |
| Totale           | 13     | 24    | 37     |

## Risultati

### Atletica leggera
| Q | Qualificato al turno successivo per la posizione in qualificazione                                                           |
| q | Qualificato per il turno successivo per ripescaggio o, negli eventi su campo, conquistando la misura minima per qualificarsi |

Eventi su pista e strada
| Atleta                | Evento               | Batteria  | Batteria  | Semifinale      | Semifinale      | Finale          | Finale          |
| Atleta                | Evento               | Risultato | Posizione | Risultato       | Posizione       | Risultato       | Posizione       |
| --------------------- | -------------------- | --------- | --------- | --------------- | --------------- | --------------- | --------------- |
| Andrés Arroyo         | 800 m piani maschili | 1'53"09   | 7º        | Non qualificato | Non qualificato | Non qualificato | Non qualificato |
| Ryan Sánchez          | 800 m piani maschili | 1'47"07   | 7º        | Non qualificato | Non qualificato | Non qualificato | Non qualificato |
| Wesley Vázquez        | 800 m piani maschili | 1'49"06   | 7º        | Non qualificato | Non qualificato | Non qualificato | Non qualificato |
| Jasmine Camacho-Quinn | 100 m ostacoli       | 12"41     | 1ª Q      | 12"26           | 1ª Q            | 12"37           |                 |

### Canottaggio
| Atleta        | Evento            | Batteria | Batteria | Ripescaggio | Ripescaggio | Quarti  | Quarti | Semifinale | Semifinale | Finale / Finale D | Finale / Finale D |
| Atleta        | Evento            | Tempo    | Pos.     | Tempo       | Pos.        | Tempo   | Pos.   | Tempo      | Pos.       | Tempo             | Pos.              |
| ------------- | ----------------- | -------- | -------- | ----------- | ----------- | ------- | ------ | ---------- | ---------- | ----------------- | ----------------- |
| Veronica Toro | Singolo femminile | 8'11"57  | 3ª Q     | Bye         | Bye         | 8'35"32 | 6ª Q   | 7'53"36    | 4ª qD      | 7'57"22           | 22ª               |

### Equitazione

#### Concorso completo
| Atleta        | Cavallo                 | Evento      | Dressage | Dressage | Cross-country | Cross-country | Cross-country | Salto ostacoli  | Salto ostacoli  | Salto ostacoli  | Salto ostacoli  | Salto ostacoli  | Salto ostacoli  | Totale          | Totale          |
| Atleta        | Cavallo                 | Evento      | Dressage | Dressage | Cross-country | Cross-country | Cross-country | Qualificazione  | Qualificazione  | Qualificazione  | Finale          | Finale          | Finale          | Totale          | Totale          |
| Atleta        | Cavallo                 | Evento      | Penalità | Pos.     | Penalità      | Totale        | Pos.          | Penalità        | Totale          | Pos.            | Penalità        | Totale          | Pos.            | Penalità        | Pos.            |
| ------------- | ----------------------- | ----------- | -------- | -------- | ------------- | ------------- | ------------- | --------------- | --------------- | --------------- | --------------- | --------------- | --------------- | --------------- | --------------- |
| Lauren Billys | Castle Larchfield Purdy | Individuale | 39,90    | 54ª      | EL            | EL            | EL            | Non qualificata | Non qualificata | Non qualificata | Non qualificata | Non qualificata | Non qualificata | Non qualificata | Non qualificata |

### Golf
| Atleta                | Torneo    | Round 1   | Round 2   | Round 3   | Round 4   | Totale    | Totale | Totale    |
| Atleta                | Torneo    | Punteggio | Punteggio | Punteggio | Punteggio | Punteggio | Par    | Posizione |
| --------------------- | --------- | --------- | --------- | --------- | --------- | --------- | ------ | --------- |
| Rafael Campos         | Maschile  | 73        | 73        | 70        | 72        | 288       | +4     | 57º       |
| Maria Fernanda Torres | Femminile | 73        | 77        | 70        | 67        | 287       | +3     | 48ª       |

### Judo
| Atleta         | Evento           | Preliminari          | 16-esimi             | Ottavi               | Quarti               | Semifinali           | Ripescaggio          | Finale               | Pos.            |
| Atleta         | Evento           | Avversario Punteggio | Avversario Punteggio | Avversario Punteggio | Avversario Punteggio | Avversario Punteggio | Avversario Punteggio | Avversario Punteggio | Pos.            |
| -------------- | ---------------- | -------------------- | -------------------- | -------------------- | -------------------- | -------------------- | -------------------- | -------------------- | --------------- |
| Adrián Gandía  | 81 kg maschile   | Bye                  | Casse P 1–11         | Non qualificato      | Non qualificato      | Non qualificato      | Non qualificato      | Non qualificato      | Non qualificato |
| María Pérez    | 70 kg femminile  | N.D.                 | Howell V 10–0        | Arai P 0–10          | Non qualificata      | Non qualificata      | Non qualificata      | Non qualificata      | Non qualificata |
| Melissa Mojica | +78 kg femminile | N.D.                 | Nunes P 0–1          | Non qualificata      | Non qualificata      | Non qualificata      | Non qualificata      | Non qualificata      | Non qualificata |

### Lotta
Libera
| Atleta         | Evento         | Ottavi               | Quarti               | Semifinali           | Ripescaggio          | Finale / FB          | Pos.            |                 |
| Atleta         | Evento         | Avversario Risultato | Avversario Risultato | Avversario Risultato | Avversario Risultato | Avversario Risultato | Pos.            |                 |
| -------------- | -------------- | -------------------- | -------------------- | -------------------- | -------------------- | -------------------- | --------------- | --------------- |
| Franklin Gómez | 74 kg maschile | Abdurakhmonov P 0–10 | Non qualificato      | Non qualificato      | Non qualificato      | Non qualificato      | Non qualificato | Non qualificato |

### Nuoto
| Atleta         | Evento                       | Batterie | Batterie  | Semifinali      | Semifinali      | Finale          | Finale          |
| Atleta         | Evento                       | Tempo    | Posizione | Tempo           | Posizione       | Tempo           | Posizione       |
| -------------- | ---------------------------- | -------- | --------- | --------------- | --------------- | --------------- | --------------- |
| Jarod Arroyo   | 200 m misti maschili         | 2'01"92  | 39º       | Non qualificato | Non qualificato | Non qualificato | Non qualificato |
| Jarod Arroyo   | 400 m misti maschili         | 4'17"46  | 22º       | N.D.            | N.D.            | Non qualificato | Non qualificato |
| Miriam Sheehan | 100 m stile libero femminili | 56"64    | 38ª       | Non qualificata | Non qualificata | Non qualificata | Non qualificata |
| Miriam Sheehan | 100 m farfalla femminili     | 1'02"49  | 31ª       | Non qualificata | Non qualificata | Non qualificata | Non qualificata |

### Pallacanestro
| Squadra             | Torneo    | Girone               | Girone               | Girone               | Girone | Quarti               | Semifinali           | Finale               | Pos.            |
| Squadra             | Torneo    | Avversario Punteggio | Avversario Punteggio | Avversario Punteggio | Pos.   | Avversario Punteggio | Avversario Punteggio | Avversario Punteggio | Pos.            |
| ------------------- | --------- | -------------------- | -------------------- | -------------------- | ------ | -------------------- | -------------------- | -------------------- | --------------- |
| Nazionale femminile | Femminile | Cina P 55–97         | Belgio P 52–87       | Australia P 96–69    | 4ª     | Non qualificata      | Non qualificata      | Non qualificata      | Non qualificata |

### Pugilato
| Atleta         | Evento              | 16-esimi             | Ottavi               | Quarti               | Semifinali           | Finale               | Pos.            |
| Atleta         | Evento              | Avversario Punteggio | Avversario Punteggio | Avversario Punteggio | Avversario Punteggio | Avversario Punteggio | Pos.            |
| -------------- | ------------------- | -------------------- | -------------------- | -------------------- | -------------------- | -------------------- | --------------- |
| Yankiel Rivera | Pesi mosca maschile | Bibossinov P 1–4     | Non qualificato      | Non qualificato      | Non qualificato      | Non qualificato      | Non qualificato |

### Skateboard
| Atleta         | Evento          | Qualificazione | Qualificazione | Finale          | Finale          |
| Atleta         | Evento          | Punteggio      | Pos.           | Punteggio       | Pos.            |
| -------------- | --------------- | -------------- | -------------- | --------------- | --------------- |
| Steven Piñeiro | Park maschile   | 76,20          | 6º Q           | 75,17           | 6º              |
| Manny Santiago | Street maschile | 5,45           | 19º            | Non qualificato | Non qualificato |

### Taekwondo
| Atleta             | Evento          | 16-esimi             | Quarti               | Semifinali           | Ripescaggio          | Finale / FB          | Pos.            |
| Atleta             | Evento          | Avversario Punteggio | Avversario Punteggio | Avversario Punteggio | Avversario Punteggio | Avversario Punteggio | Pos.            |
| ------------------ | --------------- | -------------------- | -------------------- | -------------------- | -------------------- | -------------------- | --------------- |
| Victoria Stambaugh | 49 kg femminile | Semberg P 2–22       | Non qualificata      | Non qualificata      | Non qualificata      | Non qualificata      | Non qualificata |

### Tennistavolo
| Atleta         | Evento            | Preliminari          | Round 1              | Round 2              | Round 3              | Ottavi               | Quarti               | Semifinali           | Finale               | Pos.            |                 |
| Atleta         | Evento            | Avversario Punteggio | Avversario Punteggio | Avversario Punteggio | Avversario Punteggio | Avversario Punteggio | Avversario Punteggio | Avversario Punteggio | Avversario Punteggio | Pos.            |                 |
| -------------- | ----------------- | -------------------- | -------------------- | -------------------- | -------------------- | -------------------- | -------------------- | -------------------- | -------------------- | --------------- | --------------- |
| Brian Afanador | Singolo maschile  | Bye                  | Lam S H P 3–4        | Non qualificato      | Non qualificato      | Non qualificato      | Non qualificato      | Non qualificato      | Non qualificato      | Non qualificato | Non qualificato |
| Adriana Díaz   | Singolo femminile | Bye                  | Bye                  | Bye                  | Liu J P 0–4          | Non qualificata      | Non qualificata      | Non qualificata      | Non qualificata      | Non qualificata |                 |
| Melanie Díaz   | Singolo femminile | Bye                  | Paranang P 0–4       | Non qualificata      | Non qualificata      | Non qualificata      | Non qualificata      | Non qualificata      | Non qualificata      | Non qualificata | Non qualificata |

### Tiro a segno/volo
| Atleta          | Evento                    | Qualificazione | Qualificazione | Finale          | Finale          |
| Atleta          | Evento                    | Punteggio      | Classifica     | Punteggio       | Classifica      |
| --------------- | ------------------------- | -------------- | -------------- | --------------- | --------------- |
| Yarimar Mercado | Carabina 50 m 3 posizioni | 1157-49x       | 28ª            | Non qualificata | Non qualificata |

### Tuffi
| Atleta          | Evento                    | Preliminari | Preliminari | Semifinale | Semifinale | Finale          | Finale          |
| Atleta          | Evento                    | Punti       | Classifica  | Punti      | Classifica | Punti           | Classifica      |
| --------------- | ------------------------- | ----------- | ----------- | ---------- | ---------- | --------------- | --------------- |
| Rafael Quintero | Piattaforma 10 m maschile | 396,90      | 12º Q       | 397,55     | 14º        | Non qualificato | Non qualificato |

### Vela
| Atleta                          | Evento         | Regata | Regata | Regata | Regata | Regata | Regata | Regata | Regata | Regata | Regata | Regata | Regata | Regata | Punteggio Totale | Punteggio Netto | Classifica |
| Atleta                          | Evento         | 1      | 2      | 3      | 4      | 5      | 6      | 7      | 8      | 9      | 10     | 11     | 12     | M      | Punteggio Totale | Punteggio Netto | Classifica |
| ------------------------------- | -------------- | ------ | ------ | ------ | ------ | ------ | ------ | ------ | ------ | ------ | ------ | ------ | ------ | ------ | ---------------- | --------------- | ---------- |
| Enrique Figueroa Gretchen Ortiz | Nacra 17 misto | 15     | 16     | 16     | 18     | 18     | 19     | 4      | 17     | 19     | 15     | 18     | 18     | EL     | 193              | 174             | 17ª        |